# Paulo Lins
Paulo Lins (ur. 1958 w Rio de Janeiro) – brazylijski pisarz.
Dorastał w Cidade de Deus (Miasto Boga), jednej z fawel Rio. Ukończył studia na Uniwersytecie Federalnym w tym mieście, w latach 1986–1993 brał udział w badaniach antropologicznych dzielnic biedoty i opierając się na ich wynikach oraz na własnym doświadczeniu, napisał powieść ukazującą realia życia w faweli, w której się wychował.
Bohaterami Miasta Boga są młodzi, najwyżej dwudziestoletni, handlarze narkotyków stopniowo przejmujący kontrolę nad dzielnicą. Główna partia książki rozgrywa się w połowie lat 70., a jej fabuła jest zbudowana z kilkudziesięciu wątków poświęconych różnym postaciom z półświatka.
Wydana w 1997 książka spotkała się z żywym przyjęciem, a pięć lat później została sfilmowana. Filmowe Miasto Boga było jednym z najgłośniejszych obrazów sezonu, zostało m.in. nominowane do Oscara w czterech kategoriach.